# السو استرنبرگ بارغورن
السو استرنبرگ بارغورن (انگلیسی: Elso Sterrenberg Barghoorn؛ ۳۰ ژوئن ۱۹۱۵ – ۲۷ ژانویهٔ ۱۹۸۴) گیاه‌شناس، دیرین‌شناس، و استاد دانشگاه اهل ایالات متحده آمریکا بود؛ و به عنوان «پدر دیرینه‌شناسی قبل از کامبرین» شناخته می‌شود. در سال ۱۹۷۲ مدال چارلز دولیتل والتوت آکادمی ملی علوم به او اهدا شد.

## زندگی
بارغورن در شهر نیویورک متولد شد. پس از فارغ‌التحصیلی از دانشگاه میامی با لیسانس و کارشناسی ارشد زیست‌شناسی، دکترای خود را در سال ۱۹۴۱ از دانشگاه هاروارد، دانشکده علوم بیولوژی، دانشکده علوم زیست‌شناسی بدست آورد. پس از تدریس به مدت ۵ سال در کالج امهرست، به دانشکده هاروارد پیوست و به عنوان استاد تاریخ طبیعی و مربی دانشگاه تبدیل شد. وی در سال ۱۹۵۰ به عنوان عضو آکادمی هنر و علوم آمریکا انتخاب شد. بارغورن رکوردار بیشترین کشف در شواهد فسیلی در سنگ‌های آفریقای جنوبی است که حداقل ۳٫۴ میلیارد سال قدمت دارد. این فسیل‌ها نشان می‌دهند که زندگی خیلی زود پس از بمباران سنگین اواخر (در حدود ۳٫۸ میلیارد سال پیش) در زمین وجود داشته‌است.